# Hemistichodus
Hemistichodus is een geslacht van straalvinnige vissen uit de familie van de hoogrugzalmen (Distichodontidae).

## Soorten
- Hemistichodus lootensi Poll & Daget, 1968
- Hemistichodus mesmaekersi Poll, 1959
- Hemistichodus vaillanti Pellegrin, 1900